# Segunda República Húngara
A Segunda República Húngara (em húngaro:  Magyar Köztársaság) foi uma república parlamentarista após a dissolução do Reino da Hungria em 1 de Fevereiro e dissolvida em 20 de Agosto de 1949. Foi sucedida pela República Popular da Hungria.

## História
Desde Setembro de 1944 até Abril de 1945, como a Segunda Guerra Mundial na Europa terminou, o Exército Vermelho ocupou a Hungria. O Cerco a Budapeste durou quase dois meses e grande parte da cidade foi destruída. Nem os Aliados Ocidentais nem a União Soviética apoiaram quaisquer alterações às fronteiras da Hungria anteriores a 1938, portanto o tratado de paz assinado pela Hungria em 1947 declarou que "As decisões do Acordo de Munique de 2 de Novembro de 1938 são consideradas nulas e sem efeito". Isto significa que as fronteiras da Hungria são movidas para aquelas que existiam em 1 de Janeiro de 1938 e perdeu todos os territórios que tinha reconquistado entre 1938 e 1941. A União Soviética anexou a Transcarpátia, que parte dela tinha sido parte da Hungria antes de 1938. Entre 1946 e 1948, parte da minoria de Alemães de etnia Húngara (cerca de 250.000 de pessoas) foram deportadas para a Alemanha e houve uma forçada "troca de população" entre a Hungria e a Checoslováquia.
Os soviéticos estabeleceram um governo provisório em Debrecen em 21 de Dezembro de 1944 antes de capturarem Budapeste em 18 de Janeiro de 1945. Zoltán Tildy tornou-se no primeiro-ministro provisório.
Nas eleições de Novembro de 1945, o Partido Independente dos Agricultores teve 57% dos votos. O Partido Comunista da Hungria, agora sob a liderança de Mátyás Rákosi e Ernõ Gerõ, dois sobreviventes da República Soviética da Hungria de 1919, recebeu apoio de apenas 17% da população. O comandante Soviético na Hungria, Marshal Kliment Voroshilov recusou a aceitar o Partido dos Agricultores a formar um governo. Em vez disso, Voroshilov estabeleceu um governo de coligação com comunistas sob alguns dos cargos-chave. Sob o Parlamento, o líder dos Agricultores, Zoltán Tildy, foi nomeado presidente e Feren Nagy primeiro-ministro em Fevereiro de 1946. Mátyás Rákosi tornou-se no vice primeiro-ministro.
László Rajk tornou-se no ministro do interior e neste posto estabeleceu a polícia de segurança (ÁVO). Em Fevereiro de 1947 a polícia começou a prender líderes do Partido dos Agricultores e do Partido Nacional Camponês. Também fizeram pressão ambos os partidos para expulsar os membros que não estavam dispostos a fazer licitação dos comunistas como "fascistas". Várias figuras de destaque em ambos os partidos escaparam para o exterior do país. Mais tarde, Rákosi se gabou de que ele tinha lidado com seus parceiros no governo, um por um, "cortando-os como fatias de salame"